# Прованс завинаги
„Прованс завинаги“ (на френски: Toujours Provence) е автобиографичен роман-пътепис от 1991 г. на британския писател Питър Мейл, автор на романите „Добра година“, „Френски уроци“ и „Винената афера“.
„Прованс завинаги“ започва там, където свършва предишният автобиографичен роман-пътепис „Една година в Прованс“. Питър Мейл увлекателно продължава разказа за приключенията и преживяванията си във френския Юг: телефонно обаждане от Лондон го праща по следите на ценни трюфели; откриването на старинни златни монети в градината се превръща в нощно издирване на съкровища; среща се с особняк, който иска да обучи крастави жаби да пеят „Марсилезата“; прави пикник с грандиозно угощение за петдесетия си рожден ден; обядва в компанията на гастроном-атлет; посещава изба в Шатоньоф дю пап и се потапя в атмосферата на най-големия пазар в Авиньон.
В България романът е издаден в края на 2012 г. от издателство „Гурме пъблишинг“